# Боб Перрі (тенісист)
Боб Перрі (англ. Bob Perry; нар. 17 березня 1933) — колишній американський тенісист.
Найвищу одиночну позицію світового рейтингу — 18 місце досяг 1956 року.
Перемагав на турнірах Великого шолома в парному розряді.

## Фінали турнірів Великого шолома

### Парний розряд: 1 (1 перемога)
| Результат | Рік  | Турнір            | Покриття | Партнер   | Суперники           | Рахунок       |
| --------- | ---- | ----------------- | -------- | --------- | ------------------- | ------------- |
| Перемога  | 1956 | Чемпіонат Франції | Ґрунт    | Дон Кенді | Ешлі Купер Лью Гоуд | 7–5, 6–3, 6–3 |